# Prix Jacques Herbrand
O Prix Jacques Herbrand é um prêmio para jovens cientistas (abaixo de 35 anos de idade) da Académie des Sciences, concedido anualmente desde 1998, e desde 2003 alternadamente para físicos e matemáticos. É dotado com 15.000 Euros e denominado em memória de Jacques Herbrand.

## Recipientes
- 1998 Loïc Merel, matemática, Franck Ferrari, física
- 1999 Brahim Louis, física, Laurent Manivel, matemática
- 2000 Albert Cohen, matemática, Philippe Bouyer (interferometria atômica)
- 2001 Yvan Castin (teoria do condensado de Bose-Einstein), Laurent Lafforgue, matemática
- 2002 Pascal Salière (teoria das interações entre os campos atômicos-laser), Christophe Breuil, matemática
- 2003 Wendelin Werner, matemática
- 2004 Nikita Nekrasov, física
- 2005 Franck Barthe, matemática
- 2006 Maxime Dahan (nanocristais)
- 2007 Cédric Villani, matemática
- 2008 Lucien Besombes, física atômica/óptica quântica
- 2009 Artur Avila
- 2010 Julie Grollier, Spintrônica
- 2011 Nalini Anantharaman
- 2012 Patrice Bertet, óptica quântica/física atômica
- 2013 David Hernandez
- 2014 Aleksandra Walczak, física
- 2015 Cyril Houdayer, matemática
- 2016 Yasmine Amhis, física
- 2017 Hugo Duminil-Copin, matemática
- 2018 Alexei Chepelianskii, física[1]